# Elvi Sinervo
Elvi Sinervo (ur. 4 maja 1912 w Helsinkach, zm. 28 sierpnia 1986 tamże) – fińska pisarka i tłumaczka.

## Życiorys i twórczość
Urodziła się 4 maja 1912 w Helsinkach. Była córką blacharza. Ukończyła szkołę średnią. Sporo podróżowała po Europie.
Zarówno w wierszach, jak i w nowelach nawiązywała do swoich przeżyć związanych z pobytem w więzieniu za przekonania polityczne. Jej twórczość jednak przesycona jest optymizmem. Optymizm i głęboka wiara w człowieka znajdują wyraz zarówno w jej powieści autobiograficznej Kowal z Palavankylä (fiń. Palavankylän seppä, 1939), jak i w najbardziej znanej powieści Viljami Podrzutek (fiń. Viljami Vaihdokas, 1946). W tej ostatniej ukazała proces rozwoju biednego wszechstronnie uzdolnionego chłopca, który wyrasta na ideowego, oddanego sprawie komunistę. Do ważniejszych jej utworów zalicza się również powieść Wytrwaj towarzyszu (fiń. Toveri, älä petä, 1947). 
Jest także autorką kilku sztuk teatralnych: Desant (1945), Ostatni wieczór maja (1951). Ma bogaty dorobek jako tłumaczka. Tłumaczyła dzieła z literatury chińskiej, duńskiej, amerykańskiej, niemieckiej, jugosłowiańskiej, radzieckiej norweskiej i polskiej. Przetłumaczyła dla fińskiego radia Karola i Czarowną noc Sławomira Mrożka.
Tłumaczką jej nowel: Nigdy nie napisany poemat i Partyzant leśny na język polski była Cecylia Lewandowska. 
Była jedną z czołowych przedstawicielek radykalnej, lewicowej fińskiej grupy poetyckiej Klin.
Zmarła 28 sierpnia 1986 w Helsinkach.